# Ion Lăncrănjan
Ion Lăncrănjan (n. 13 august 1928, Oarda, Alba, România – d. 4 martie 1991, București, România) a fost un prozator român și deputat din perioada comunistă.

## Biografie
Ion Lăncrănjan a fost fiul lui Ion Lăncrănjan și al soției sale Iova (născută Romcea). A absolvit Școala Medie Tehnică de Petrol nr. 2 din Câmpina.
A fost ales deputat în Marea Adunare Națională în anul 1980.

### Cariera literară
Ion Lăncrănjan a scris șapte romane, dintre care ultimul, Cum mor țăranii (1991), a apărut postum. Capitolul intitulat „Dincolo de aparențe” din romanul său Caloianul este dedicat lui Dimitrie Tomozei (portret creionat sub numele de Romulus Leanc).
Lăncrănjan a mai scris și patru nuvele.
În anul 1990 îi apar volumele Lostrița și Omul de sub munte.

## Cărți publicate
- Cordovanii, roman (Editura pentru Literatură, 1963, 3 volume)[9][10] reeditare - (Editura pentru Literatură, 1966, 3 volume)[11]; reeditare: Editura Minerva, 1972, 3 volume[12]
- Fragmentarium, nuvelă (Editura Tineretului, 1969)[13]
- Eclipsă de soare, nuvelă (Editura pentru Literatură, 1969)[14] Reeditare: Eclipsă de soare. Drumul câinelui nuvele (Biblioteca pentru toți, nr. 1131, Editura Minerva, 1982)[15]
- Vuietul, nuvelă (Editura Militară, 1969)[16]
- Ploaia de la miezul nopții, nuvelă (Editura Dacia, 1973)[17]; reeditare: Editura Litera Internațional, Colecția Biblioteca școlarului, 2004[18]
- Drumul cîinelui, roman (Editura Dacia, 1974)[19] Reeditare: Eclipsă de soare. Drumul cîinelui nuvele (Biblioteca pentru toți, nr. 1131, Editura Minerva, 1982)[15] Ecranizare ca Drumul câinilor în 1991, regia Laurențiu Damian
- Caloianul, roman (Editura Albatros, 1977, 2 volume)[20]
- Nevoia de adevăr (Editura Albatros, 1978)[21]
- Fiul secetei, roman (Editura Albatros, 1979)[22][23]; reeditare: Editura Albatros, 1984[24]
- Suferința urmașilor, roman  (Editura Eminescu, 1979, 632 pagini)[25], reeditare în Biblioteca de proză română contemporană în 1985[26]
- Cuvânt despre Transilvania (Editura Sport-Turism, 1982)[27] - ediția a II-a  (Editura R.A.I., București, 1995, ISBN 973-570-014-x)[28]
- Vocația constructivă (Editura Cartea Românească, 1983)[29]
- Toamna fierbinte, roman (Editura Militară, 1986)[30]
- Omul de sub munte  (Editura 1 decembrie, 1990)[31]
- Lostrița (Editura Albatros, 1990)[32]
- Cum mor țăranii, roman (Editura Globus, 1991)[33]
- Suburbiile vieții. Coridorul puterii, vol. 1 (Editura Destin, 1994, ISBN 973-9105-10-6)[34]
- Umbra răsculatului român (Editura Eminescu, 1996, ISBN 973-22-0422-2)[35]